# Bryce Drew
Bryce Homer Drew (nacido el 21 de septiembre de 1974 en Baton Rouge, Luisiana) es un exjugador y entrenador estadounidense de baloncesto.

## Trayectoria deportiva

### High School
Debido a que su padre era entrenador, Drew comenzó a interesarse pronto por el baloncesto, jugando como base en el Instituto Valparaíso en Valparaíso, Indiana. A pesar de tener problemas en el corazón, Drew lideró a su equipo a la final estatal y ganó el premio Indiana Mr. Basketball en 1994.

### Universidad
Drew fue seguido por docenas de universidades, decantándose finalmente por Valparaiso. Allí jugó cuatro temporadas, anotando 2.142 puntos (líder histórico) y promediando 17.7 puntos por partido, 19.9 y 19.8 en sus dos últimos años. Fue nombrado en dos ocasiones mejor jugador del año de la Mid-Continent Conference, además de ganar por partida triple el MVP del Torneo de la Mid-Continent y de ser incluido en el mejor quinteto de la conferencia. También fue el líder histórico de la Mid-Continent en robos y triples. 

#### "The Shot"
Durante su año sénior en la March Madness de la NCAA de 1998, en la Midwest Region, Valparaíso (decimotercer clasificado) se enfrentaba a Ole Miss (cuarto clasificado) en primera ronda. A falta de 4.1 segundos para la conclusión del partido, Valparaíso perdía por 67-69 y Ansu Sesay, de Ole Miss, se encontraba en la línea de tiros libres. Tras fallar los dos tiros libres, Valparaíso se hizo con la posesión del balón, a 29 metros de su canasta y con 2.5 segundos en el reloj. Jamie Sykes mandó el balón a Bill Jenkins, que a su vez lo pasó a Drew, prácticamente solo en la línea de triples. En la bocina anotó un triple a 23 pies de la canasta, su 22.º punto de la noche, dando la victoria a Valparaíso por 70-69 y clasificándose para la siguiente ronda. El famoso tiro es visto cada año por la CBS en la March Madness y está considerado como uno de los mejores momentos en la historia de la NCAA. Más tarde, Drew lideró a la victoria de los Crusaders ante Florida State con 22 puntos por 83-77 en la prórroga, aunque finalmente cayeron eliminados por Rhode Island, 74-68, y con 18 puntos de Drew. Sports Illustrated colocó el tiro de Drew entre los 5 momentos deportivos de 1998.

### Profesional
Drew fue el primer jugador de Valparaíso en ser seleccionado en primera ronda del Draft de la NBA, en el puesto 16.º por Houston Rockets. Tras pasar sus dos primeras temporadas en los Rockets, donde jugó poco, Drew se marchó a Chicago Bulls. Allí cuajó su mejor campaña en la NBA, siendo titular en 41 de los 48 encuentros que disputó y promediando 6.3 puntos y 3.9 asistencias. Al final de la temporada firmó como agente libre con Charlotte Hornets por tres años, jugando 89 partidos en ese tiempo. Tras dejar la NBA, pasó brevemente por Italia (Viola Reggio Calabria) y España (Pamesa Valencia) antes de retirarse del baloncesto profesional.

### Entrenador

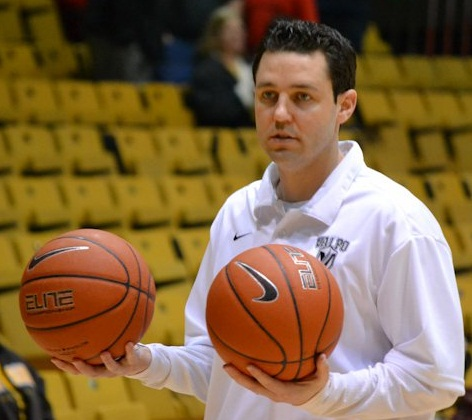
Bryce Drew en 2011.

En el verano de 2005, Drew fue nombrado asistente del entrenador de la Universidad de Valparaiso. Un año después fue elevado a la categoría de entrenador asociado. Homer, su padre, es el entrenador del equipo. Después de 6 años como asistente de entrenador, en el 2011 es ascendido a entrenador principal de la Universidad de Valparaiso. 
[actualizar]

## Estadísticas de su carrera en la NBA

### Temporada regular
| Temporada | Edad | Equipo              | Liga | P   | TIT | MIN  | TC  | TCA  | %TC  | 3P  | 3PA | %3P  | TL | TLA | %TL   | R.OF. | R.DEF. | REB | ASIS | ROB | TAP | PER | FP  | PTS  |
| 1998-99   | 24   | Houston Rockets     | NBA  | 34  | 0   | 441  | 47  | 129  | .364 | 16  | 49  | .327 | 8  | 8   | 1.000 | 3     | 29     | 32  | 52   | 12  | 4   | 31  | 61  | 118  |
| 1999-00   | 25   | Houston Rockets     | NBA  | 72  | 5   | 1293 | 158 | 413  | .383 | 59  | 163 | .362 | 45 | 53  | .849  | 23    | 80     | 103 | 162  | 41  | 1   | 66  | 79  | 420  |
| 2000-01   | 26   | Chicago Bulls       | NBA  | 48  | 41  | 1305 | 124 | 327  | .379 | 40  | 105 | .381 | 14 | 19  | .737  | 12    | 57     | 69  | 185  | 32  | 3   | 68  | 99  | 302  |
| 2001-02   | 27   | Charlotte Hornets   | NBA  | 61  | 0   | 774  | 78  | 182  | .429 | 31  | 73  | .425 | 23 | 29  | .793  | 14    | 58     | 72  | 101  | 32  | 2   | 33  | 49  | 210  |
| 2002-03   | 28   | New Orleans Hornets | NBA  | 13  | 0   | 79   | 8   | 27   | .296 | 3   | 7   | .429 | 0  | 0   |       | 4     | 9      | 13  | 11   | 2   | 0   | 3   | 2   | 19   |
| 2003-04   | 29   | New Orleans Hornets | NBA  | 15  | 0   | 78   | 4   | 18   | .222 | 1   | 7   | .143 | 3  | 3   | 1.000 | 0     | 6      | 6   | 13   | 4   | 0   | 8   | 1   | 12   |
| Carrera   |      |                     | NBA  | 243 | 46  | 3970 | 419 | 1096 | .382 | 150 | 404 | .371 | 93 | 112 | .830  | 56    | 239    | 295 | 524  | 123 | 10  | 209 | 291 | 1081 |

### Playoffs
| Temporada | Edad | Equipo            | Liga | P | MIN | TCA | TC | 3PA | 3P | TLA | TL | R.OF. | REB | ASIS | ROB | TAP | PER | FP | PTS | %TC   | %3P | %FT  | MIN | PTS | REB | AST |
| 1998-99   | 24   | Houston Rockets   | NBA  | 1 | 4   | 1   | 1  | 0   | 0  | 0   | 2  | 1     | 3   | 2    | 0   | 0   | 0   | 1  | 2   | 1.000 |     | .000 | 4.0 | 2.0 | 3.0 | 2.0 |
| 2001-02   | 27   | Charlotte Hornets | NBA  | 2 | 5   | 1   | 1  | 0   | 0  | 0   | 0  | 0     | 0   | 2    | 0   | 0   | 0   | 0  | 2   | 1.000 |     |      | 2.5 | 1.0 | 0.0 | 1.0 |
| Carrera   |      |                   | NBA  | 3 | 9   | 2   | 2  | 0   | 0  | 0   | 2  | 1     | 3   | 4    | 0   | 0   | 0   | 1  | 4   | 1.000 |     | .000 | 3.0 | 1.3 | 1.0 | 1.3 |